# توشيهارو موريناغا
توشيهارو موريناغا (باليابانية: 森永 敏春) (23 فبراير 1982 في طوكيو في اليابان – )؛ هو لاعب كرة قدم سابق كان يلعب كلاعب وسط.